# Schaalstok

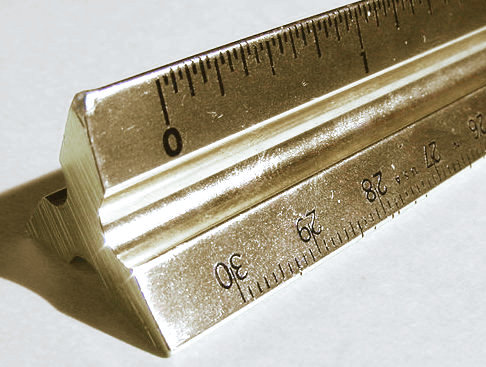
Metalen schaalstok

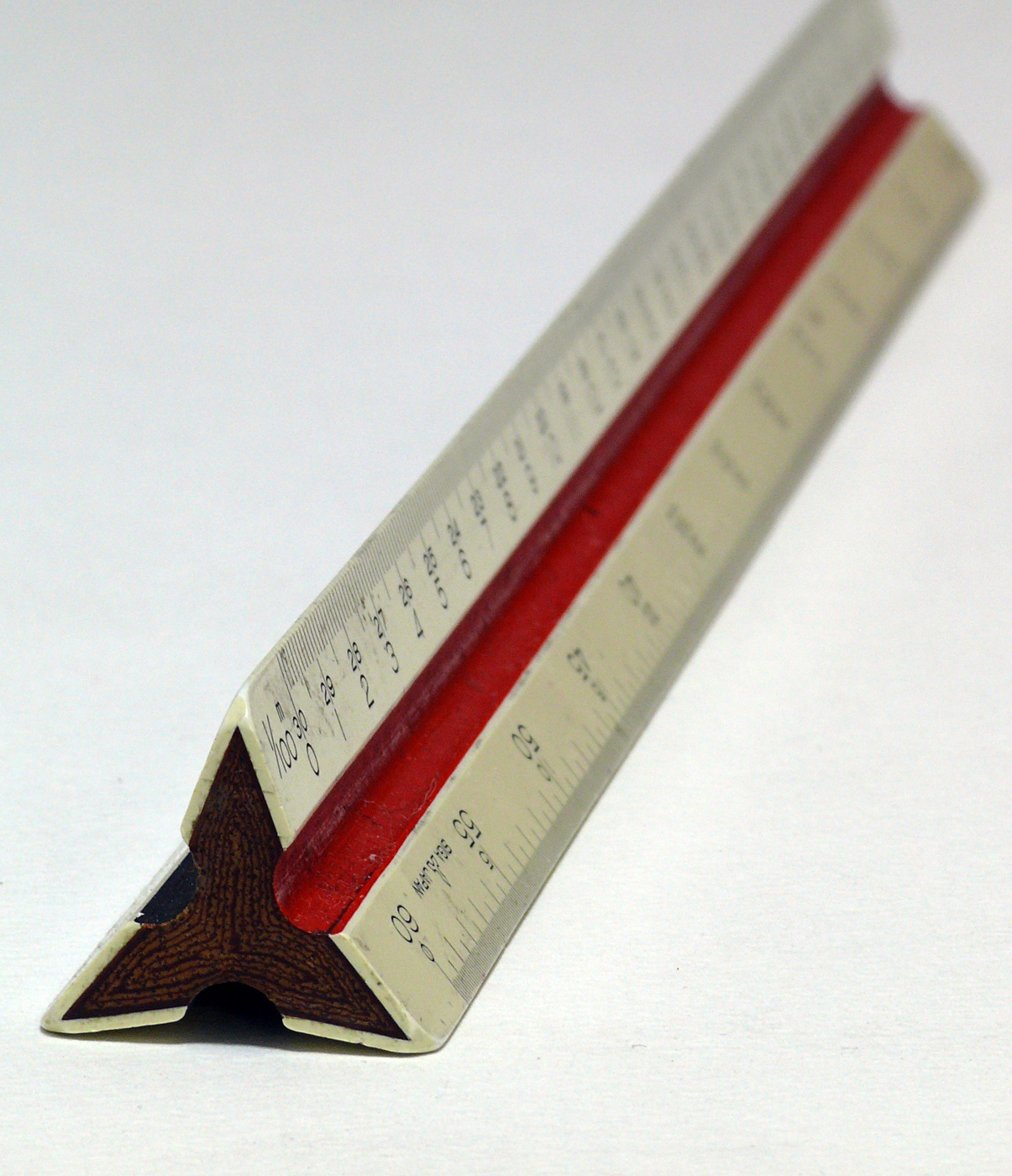
Houten schaalstok

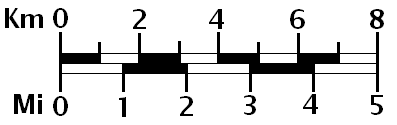
Schaalstok zoals gebruikt wordt op een aardrijkskundige kaart

De schaalstok is een liniaal met zes verschillende schaalverdelingen. Om deze schalen op een liniaal te kunnen aanbrengen is de doorsnede van de schaalstok stervormig met drie stralen. Meestal heeft de schaalstok een lengte van iets meer dan 30 cm (om beschadiging van de schaalverdelingen te voorkomen) en is gegoten uit metaal (aluminium) of vervaardigd uit hout (bamboe) met opgelijmde schaalverdelingen van een hoogwaardige kunststof, die temperatuurbestendig en maatvast moet zijn. De schaalstok vindt zijn toepassing daar, waar gewerkt wordt met verschillende schalen om tijdrovende omrekeningen te vermijden.
Hij wordt onder andere gebruikt om technische tekeningen op schaal te maken, bijvoorbeeld wanneer een onderdeel veel groter is dan het vel tekenpapier. Hierbij wordt dan "1 : 10" op de tekening gezet om aan te geven dat het getekende onderdeel in werkelijkheid 10 keer zo groot is als de afbeelding op de tekening.
Ook op aardrijkskundige kaarten staat vaak een schaalstok afgebeeld, naast de schaal in getallen. Deze "stok" geeft, uiteraard in verhouding, werkelijke afstanden op de kaart weer.
Al naargelang het toepassingsgebied zijn diverse schaalcombinaties verkrijgbaar:
- 1: 2,5 / 5 / 10 / 20 / 50 / 100
- 1: 20 / 25 / 50 / 75 / 100 / 125
- 1: 20 / 25 / 33,33 / 50 / 75 / 100
- 1: 100 / 200 / 250 / 300 / 400 / 500
- 1: 500 / 1000 / 1250 / 1500 / 2000 / 2500
- 1: 15 / 20 / 25 / 33,33 / 50 / 100
- 1: 500 / 1000 / 1440 / 2000 / 2880 / 5000

Door de invoering van het ontwerpen met behulp van computerprogramma's (Computer-aided design) is de schaalstok min of meer overbodig geworden.